# Eusebio Castigliano
Eusebio Castigliano (9 de febrer de 1921 - 4 de maig de 1949) va ser un futbolista italià que jugava com a migcampista.

## Carrera de club
Castigliano va jugar a futbol professionalment a la Pro Vercelli, Spezia Calcio, Biellese i Torino, on va formar part de l'equip del Grande Torino, i va guanyar quatre títols de lliga consecutius.
El 4 de maig de 1949, Castigliano va morir en l'desastre aeri de Superga.

## Carrera internacional
Castigliano també va jugar set partits amb Itàlia entre 1945 i 1949, marcant un gol.

## Palmarès
Torí
- Sèrie A (4): 1944–45, 1946–47, 1947–48, 1948–49